# 鹰之下酒店

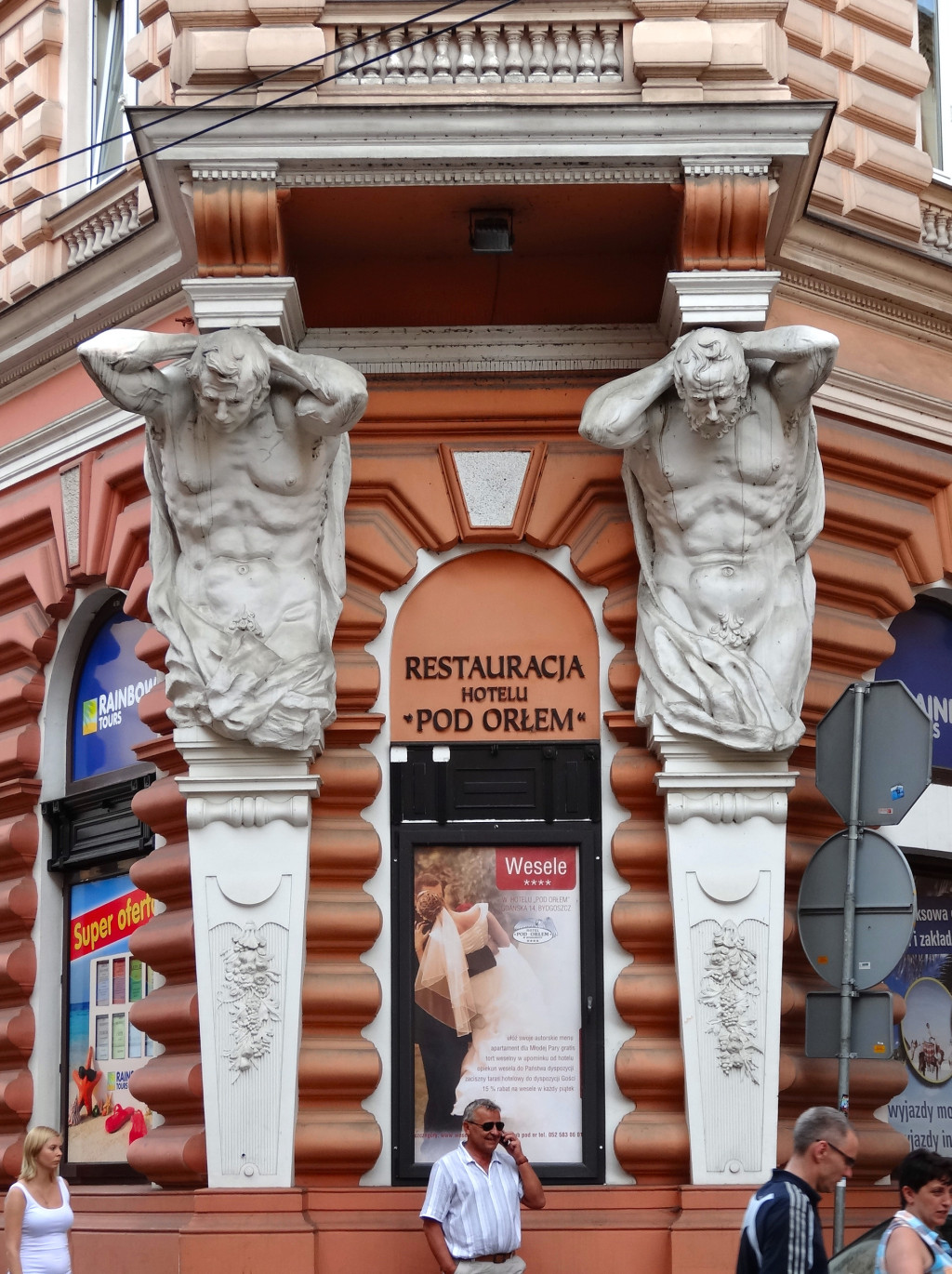

鹰之下酒店（Hotel Pod Orłem）是一座历史建筑，位于波兰比得哥什格但斯克街14号。
该酒店的历史可追溯到19世纪初，位于比得哥什通往格但斯克的道路上。目前的建筑建于1893-1896年。

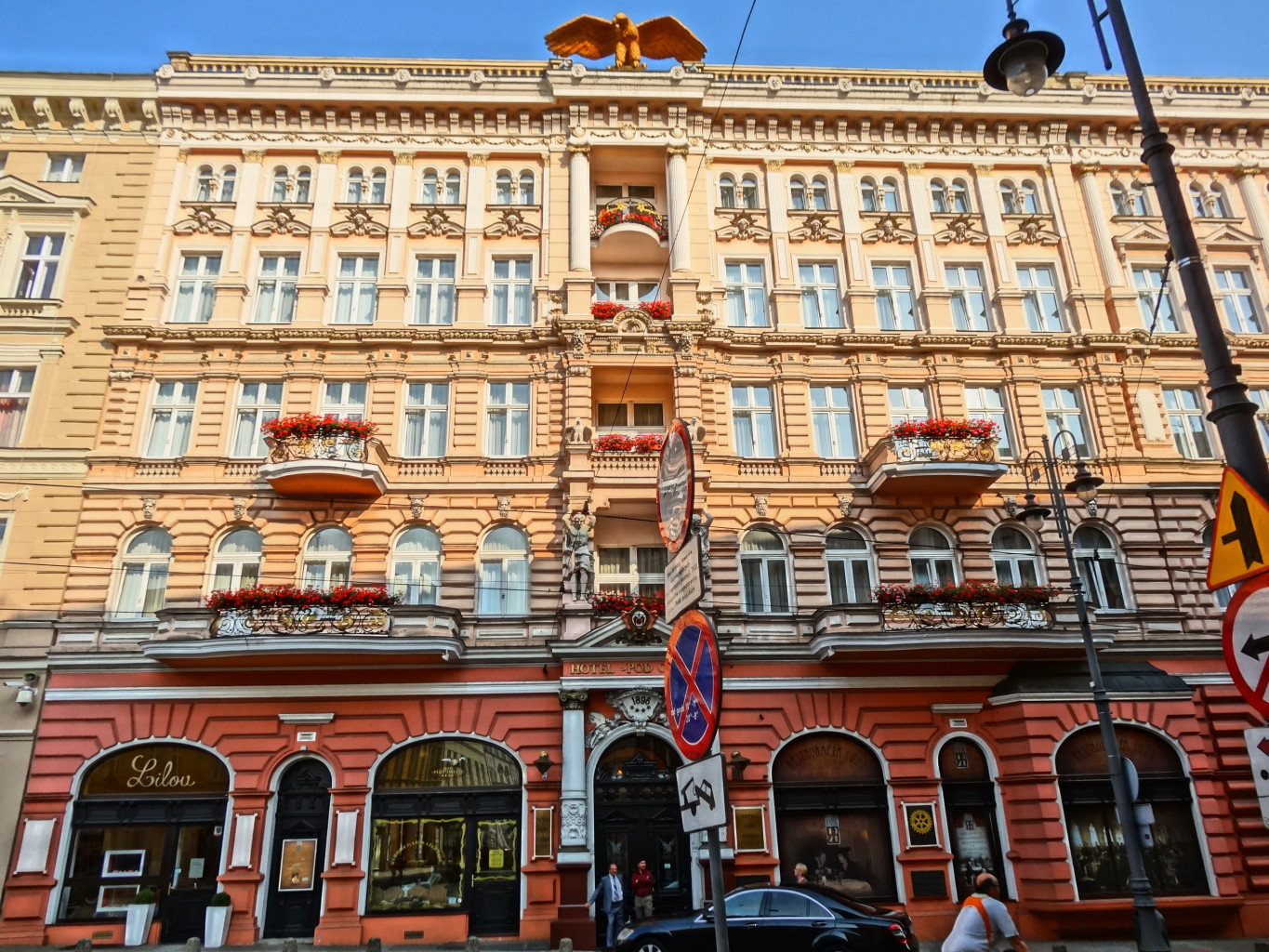
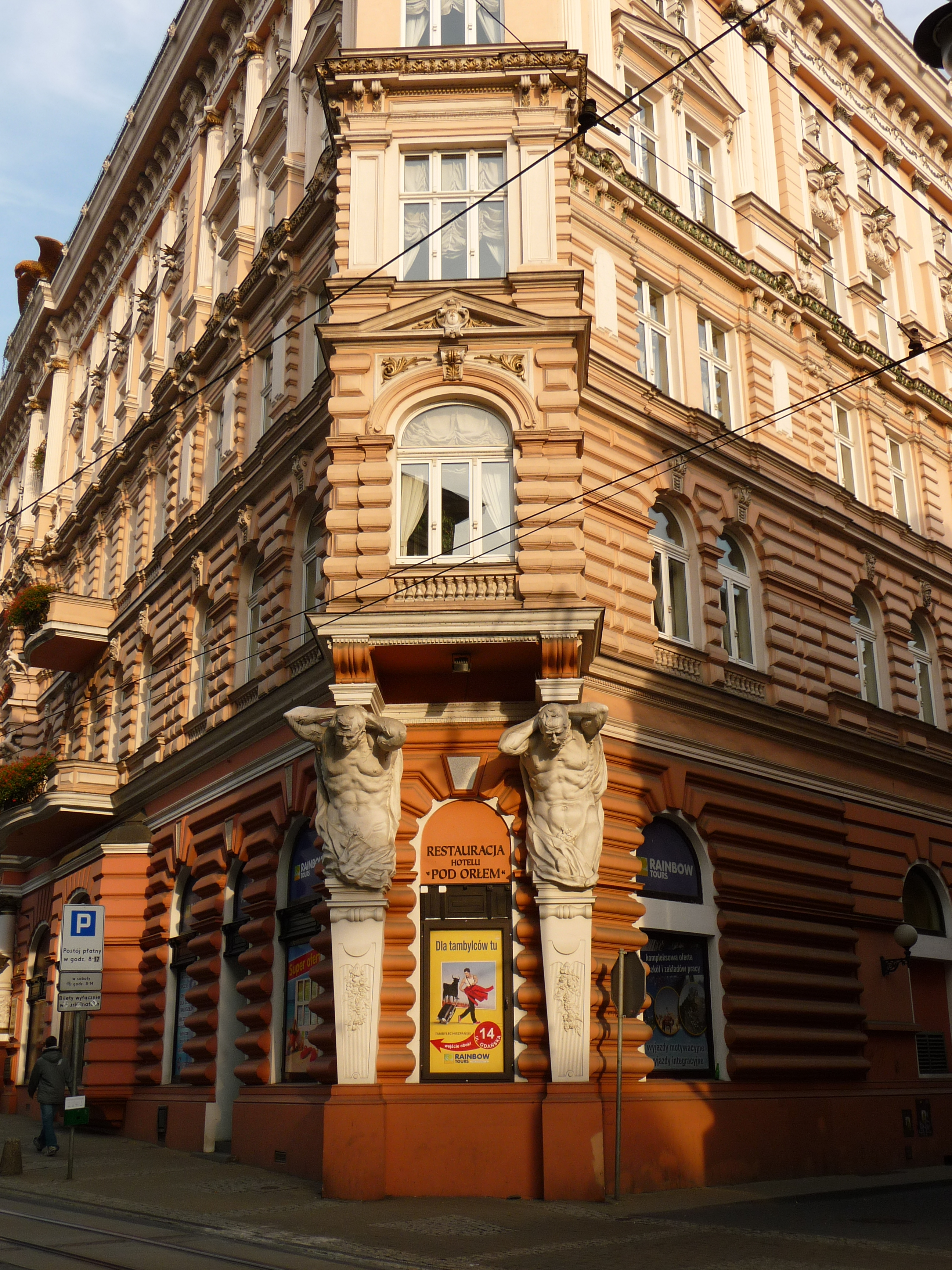
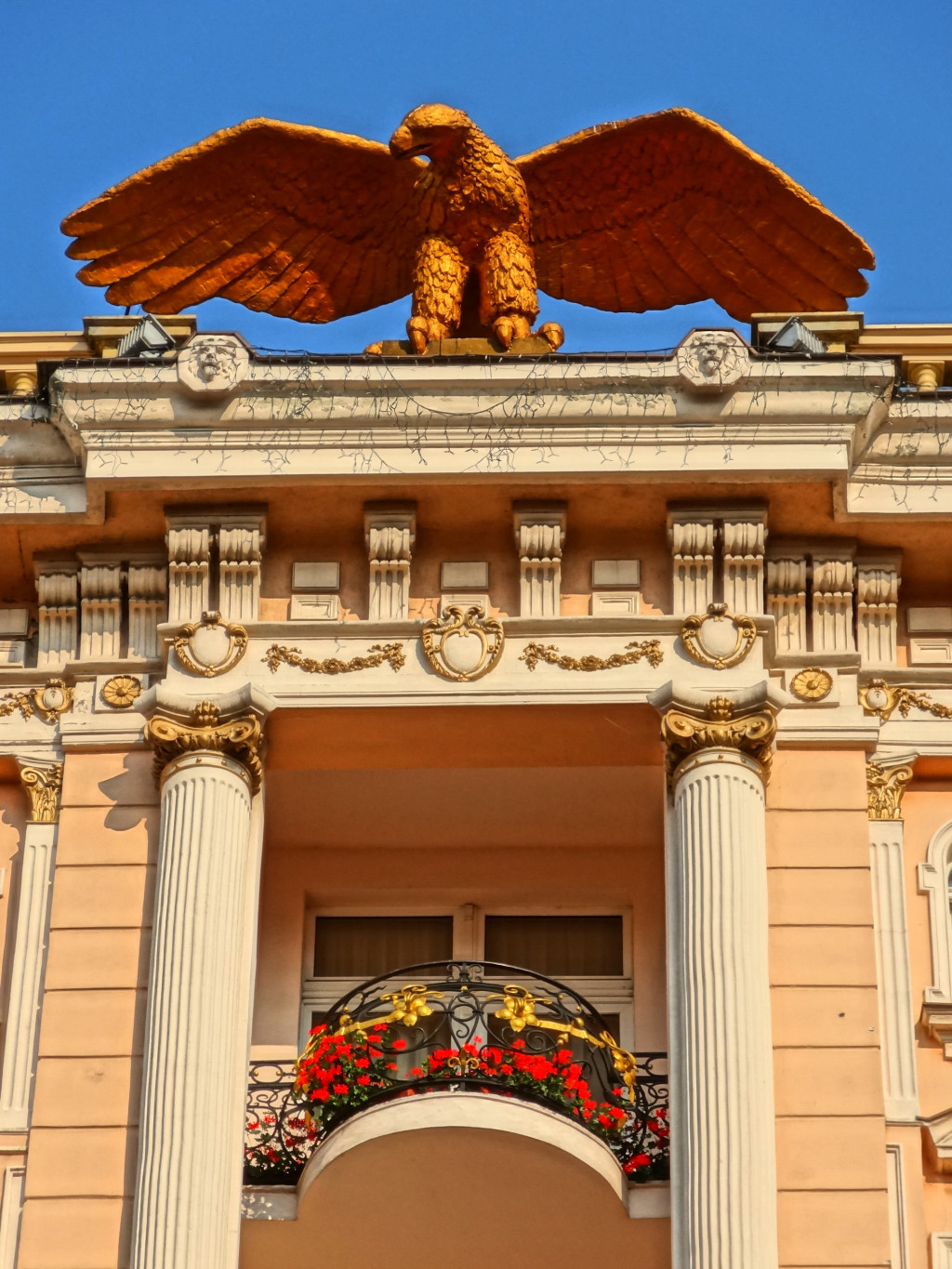
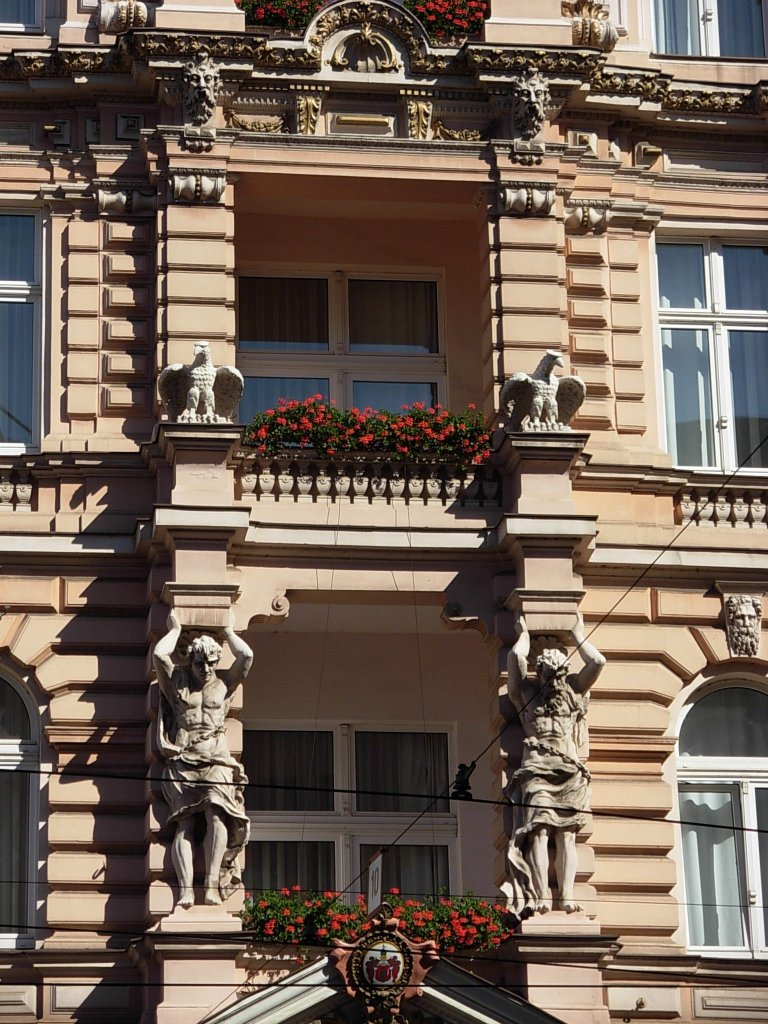
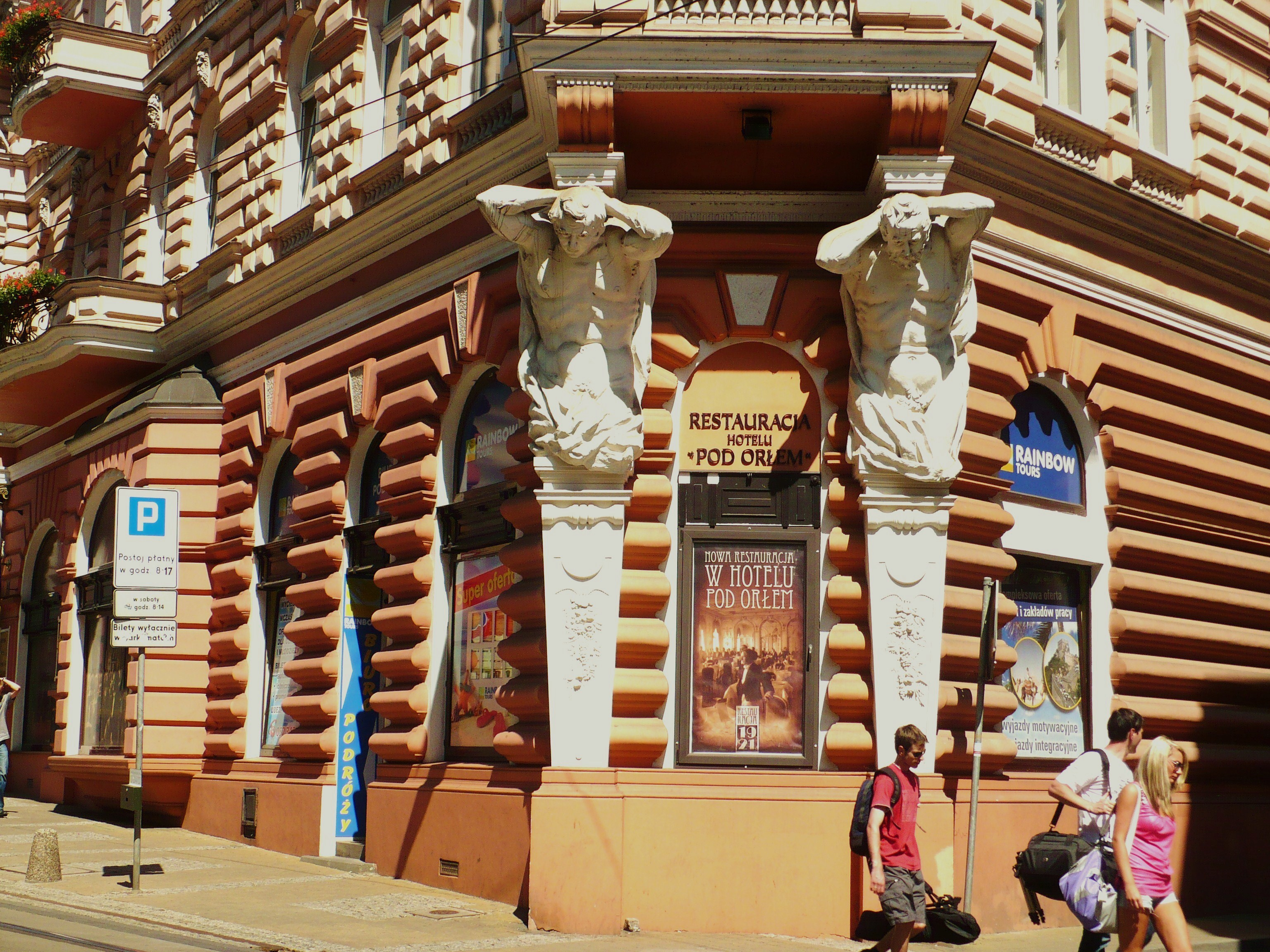
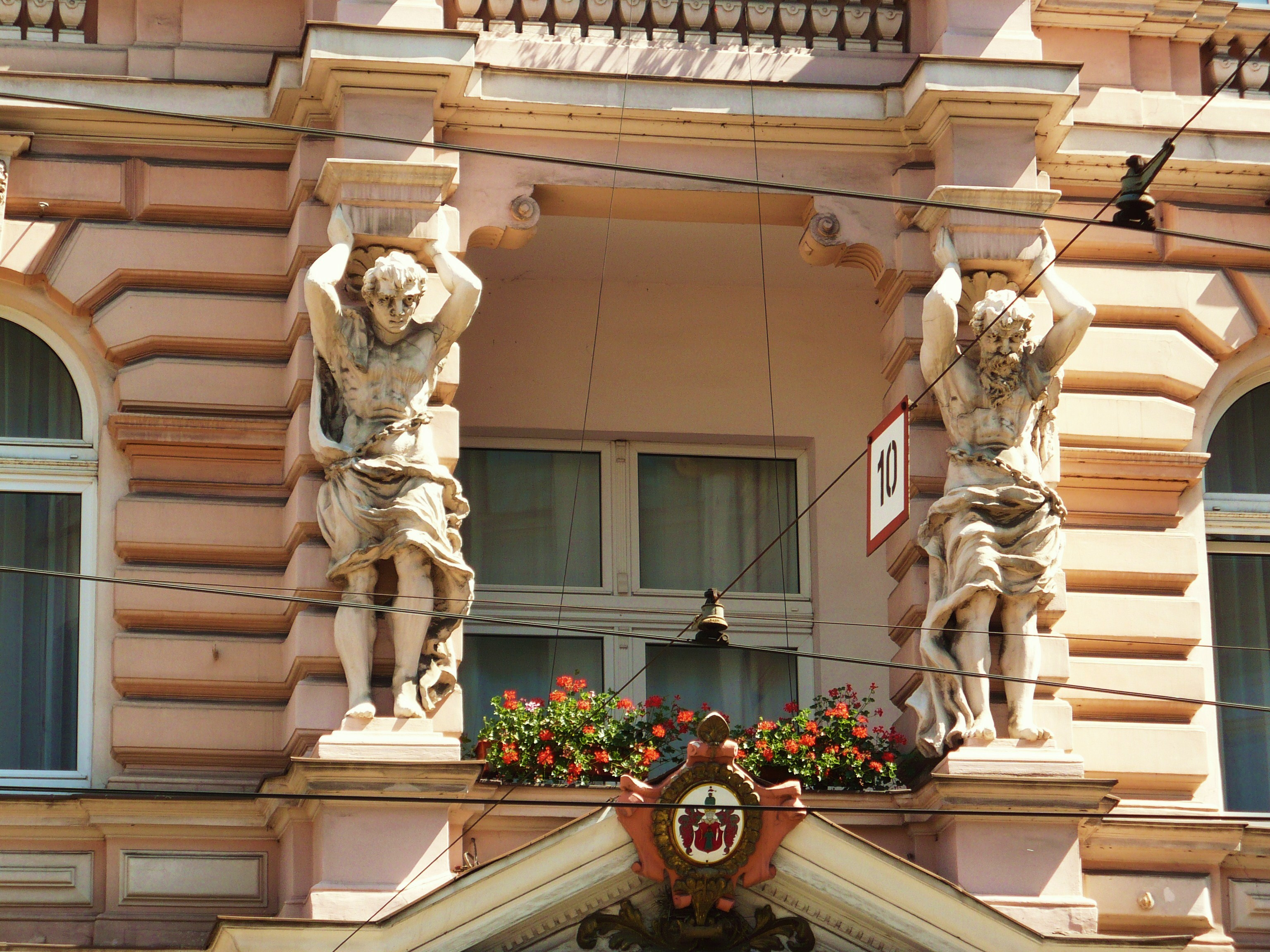
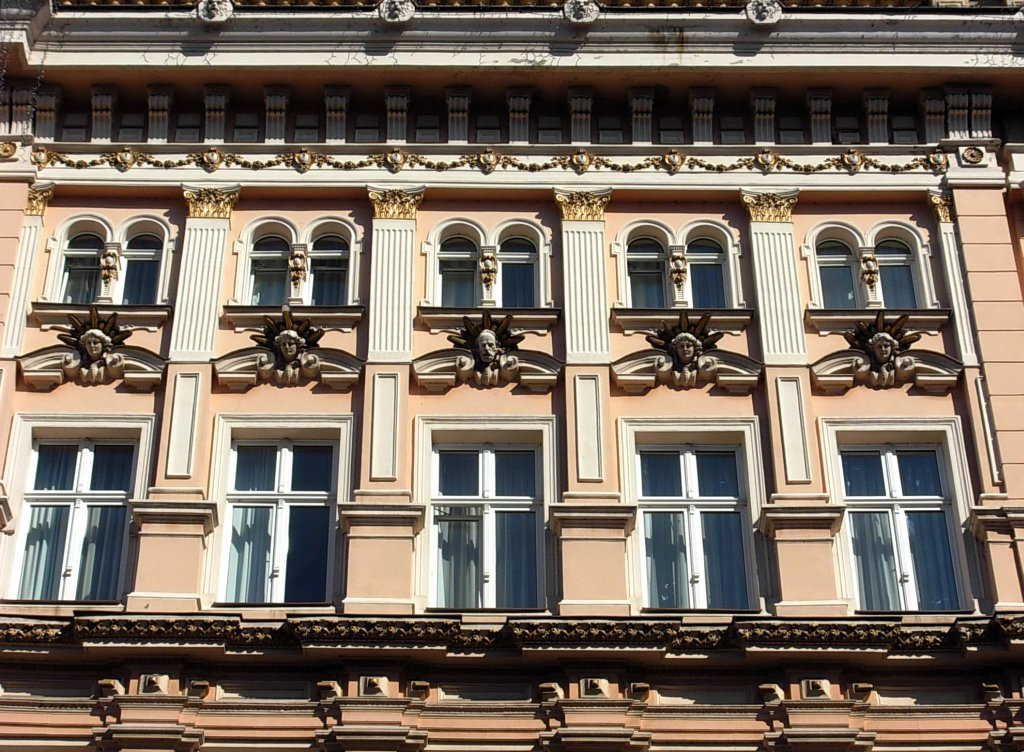
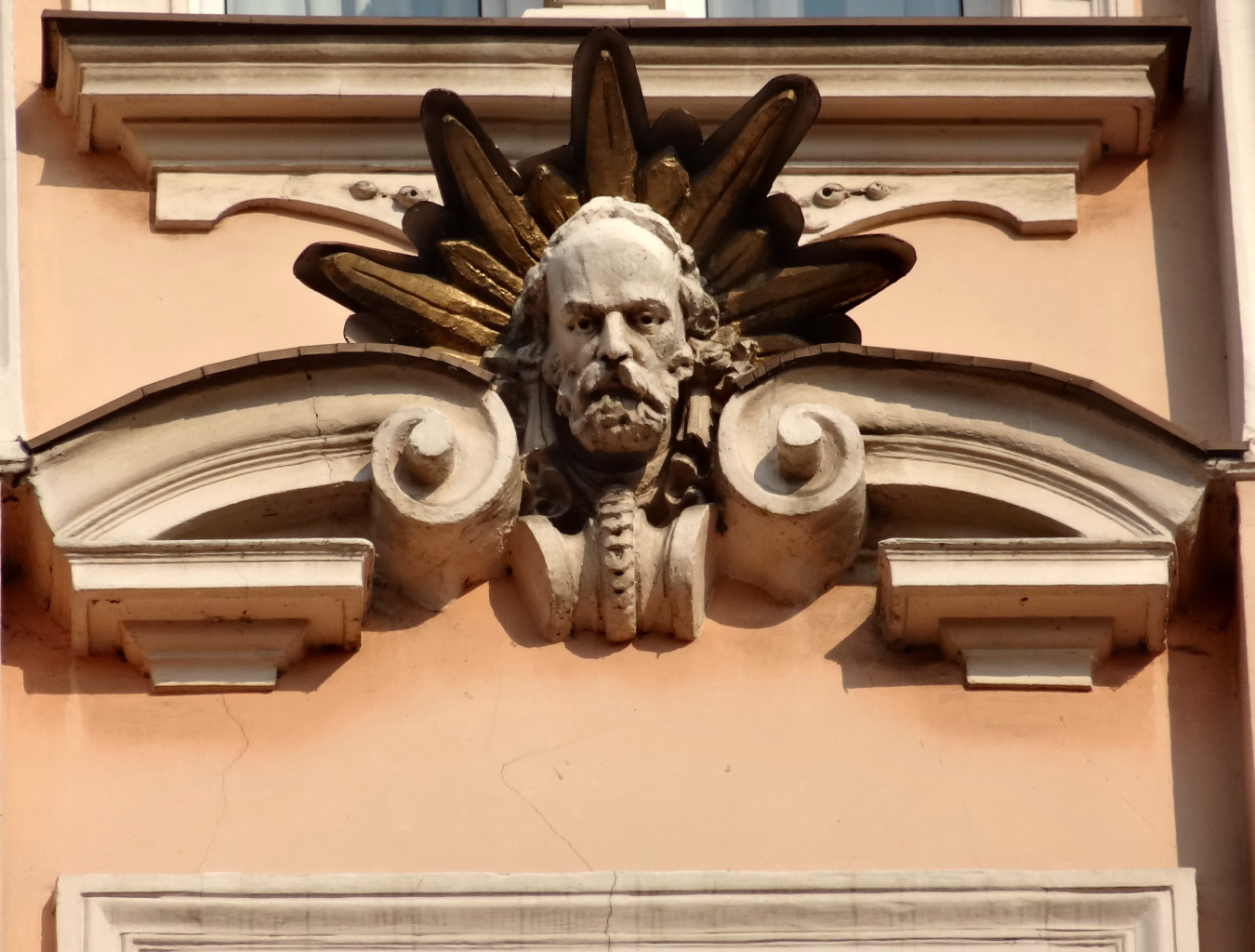